# Morti nel 1990/Aprile
| Questa pagina contiene informazioni ricavate automaticamente dalle voci biografiche con l'ausilio del template Bio e di un bot. L'aggiornamento è periodico e automatico e ricostruisce completamente la pagina. Se manca una persona in questa lista, sei pregato di non aggiungerla, ma accertati piuttosto che la sua voce biografica contenga il template Bio e che i dati anagrafici siano correttamente compilati. Se il template Bio manca, inseriscilo tu stesso o, in alternativa, metti l'avviso {{tmp\|Bio}} che ne segnala la mancanza. Se i dati riportati sono sbagliati, correggi direttamente la voce biografica; le modifiche saranno visibili in questa lista entro pochi giorni. Per chiarimenti vedi il progetto biografie. La lista contiene solo le 105 persone che sono citate nell'enciclopedia e per le quali è stato implementato correttamente il template Bio. Pagina aggiornata al 3 mar 2024. |

- 1º aprile - Benito Díaz Iraola, calciatore e allenatore di calcio spagnolo (n. 1898)
- 1º aprile - Issicka Ouattara, calciatore burkinabè (n. 1954)
- 1º aprile - Carlos Peucelle, calciatore e allenatore di calcio argentino (n. 1908)
- 1º aprile - Francesco Alessandro Ugolini, linguista e filologo italiano (n. 1910)
- 1º aprile - Nikolaos Ventouras, incisore greco (n. 1899)
- 1º aprile - Russell Vis, lottatore statunitense (n. 1900)
- 2 aprile - Aldo Fabrizi, attore, regista e sceneggiatore italiano (n. 1905)
- 3 aprile - Bernard Glemser, scrittore britannico (n. 1908)
- 3 aprile - Mario Pomilio, scrittore, saggista e giornalista italiano (n. 1921)
- 3 aprile - Sarah Vaughan, cantante statunitense (n. 1924)
- 3 aprile - Franco Ventura, calciatore italiano (n. 1920)
- 4 aprile - Leonid Stepanovič Duškin, ingegnere sovietico (n. 1910)
- 4 aprile - Bernhard Rensch, biologo e ornitologo tedesco (n. 1900)
- 4 aprile - Cesare Valinasso, calciatore italiano (n. 1909)
- 5 aprile - Vincenzo Bosari, scrittore italiano (n. 1901)
- 5 aprile - Arturo Imedio, cestista, allenatore di pallacanestro e dirigente sportivo spagnolo (n. 1930)
- 5 aprile - Filippo Romano, magistrato italiano (n. 1907)
- 6 aprile - Peter Doherty, allenatore di calcio e calciatore nordirlandese (n. 1913)
- 6 aprile - Joël de Oliveira Monteiro, calciatore brasiliano (n. 1904)
- 6 aprile - James MacNabb, canottiere britannico (n. 1901)
- 6 aprile - Claudio Savonuzzi, giornalista, scrittore e critico d'arte italiano (n. 1926)
- 6 aprile - Alfred Sohn-Rethel, economista e sociologo tedesco (n. 1899)
- 7 aprile - Pier Lorenzo De Vita, fumettista italiano (n. 1909)
- 7 aprile - Ron Evans, astronauta statunitense (n. 1933)
- 7 aprile - Dino Lucianetti, calciatore italiano (n. 1930)
- 7 aprile - Dick Lundy, animatore e regista statunitense (n. 1907)
- 7 aprile - Acruto Vitali, poeta, tenore e artista italiano (n. 1903)
- 8 aprile - Jose De Vega, attore statunitense (n. 1934)
- 8 aprile - Luigi Ferrero, calciatore italiano (n. 1941)
- 8 aprile - Giovanni Gennari, calciatore italiano (n. 1921)
- 8 aprile - Marcello Guida, poliziotto italiano (n. 1913)
- 8 aprile - Hans Korte, militare tedesco (n. 1899)
- 8 aprile - Jean Orieux, scrittore francese (n. 1907)
- 8 aprile - Eugenio Peggio, politico, giornalista e economista italiano (n. 1929)
- 8 aprile - Ryan White,  statunitense (n. 1971)
- 9 aprile - Chips Sobek, cestista e allenatore di pallacanestro statunitense (n. 1920)
- 10 aprile - Hugh Trefusis Brassey, ufficiale inglese (n. 1915)
- 10 aprile - Margarete Adler, nuotatrice austriaca (n. 1896)
- 10 aprile - Carmelo Costanzo, imprenditore italiano (n. 1923)
- 10 aprile - Fortune Gordien, discobolo e pesista statunitense (n. 1922)
- 10 aprile - Giovanni Moruzzi, biochimico italiano (n. 1904)
- 10 aprile - Marco Pisetta, brigatista e collaboratore di giustizia italiano (n. 1945)
- 11 aprile - Rudolf Cejka, calciatore austriaco (n. 1941)
- 11 aprile - Aurelio Curti, politico italiano (n. 1917)
- 11 aprile - Ivar Lo-Johansson, scrittore svedese (n. 1901)
- 11 aprile - Edmondo Lozzi, montatore e regista italiano (n. 1916)
- 11 aprile - Gennaro Manna, scrittore, critico letterario e saggista italiano (n. 1922)
- 11 aprile - Umberto Mormile, educatore italiano (n. 1953)
- 11 aprile - Natalino Sapegno, critico letterario e italianista italiano (n. 1901)
- 12 aprile - Gustavo Bontadini, filosofo italiano (n. 1903)
- 12 aprile - Geoffrey Harrison, diplomatico inglese (n. 1908)
- 12 aprile - Otto Neumann, velocista e ostacolista tedesco (n. 1902)
- 12 aprile - Irving Terjesen, cestista statunitense (n. 1915)
- 12 aprile - Luis Trenker, regista, attore e alpinista italiano (n. 1892)
- 13 aprile - Giacinto Domenico Lazzarini, partigiano e agente segreto italiano (n. 1912)
- 13 aprile - István Lovrics, cestista ungherese (n. 1927)
- 13 aprile - Virginio Rotondi, presbitero italiano (n. 1912)
- 14 aprile - Ahmed Balafrej, politico marocchino (n. 1908)
- 14 aprile - Sabicas, chitarrista spagnolo (n. 1912)
- 14 aprile - Mario Frustalupi, calciatore e dirigente sportivo italiano (n. 1942)
- 14 aprile - Georges Lacombe, regista e sceneggiatore francese (n. 1902)
- 14 aprile - Raffaele Vessichelli, magistrato italiano (n. 1919)
- 15 aprile - Greta Garbo, attrice svedese (n. 1905)
- 15 aprile - Ivo Lambertini, architetto italiano (n. 1909)
- 15 aprile - Spark Matsunaga, politico statunitense (n. 1916)
- 15 aprile - Manuel Soares dos Reis, calciatore portoghese (n. 1910)
- 15 aprile - Angelo Tarantino, vescovo cattolico e missionario italiano (n. 1908)
- 16 aprile - Ewald Kihle, calciatore norvegese (n. 1919)
- 16 aprile - Enrico Reginato, medico e militare italiano (n. 1913)
- 17 aprile - Ralph Abernathy, attivista statunitense (n. 1926)
- 17 aprile - Joseph McMillan Johnson, effettista statunitense (n. 1912)
- 18 aprile - Gory Guerrero, wrestler statunitense (n. 1921)
- 18 aprile - Frédéric Rossif, regista jugoslavo (n. 1922)
- 18 aprile - Robert D. Webb, regista statunitense (n. 1903)
- 19 aprile - Sergej Nikolaevič Filippov, attore e doppiatore russo (n. 1912)
- 20 aprile - Francesco Frigieri, giornalista e scrittore italiano (n. 1940)
- 20 aprile - Horst Sindermann, politico tedesco (n. 1915)
- 21 aprile - Salvatore Cascino, marciatore italiano (n. 1917)
- 21 aprile - Silvio Leonardi, politico e economista italiano (n. 1914)
- 21 aprile - Romain de Tirtoff, pittore, scultore e costumista russo (n. 1892)
- 22 aprile - Bob Davies, cestista e allenatore di pallacanestro statunitense (n. 1920)
- 22 aprile - Vincenzo Ferdinandi, stilista italiano (n. 1920)
- 22 aprile - Rosalind Moss, antropologa britannica (n. 1890)
- 22 aprile - Albert Salmi, attore statunitense (n. 1928)
- 22 aprile - Luigi Uzzo, attore italiano (n. 1943)
- 22 aprile - Gustaf Wejnarth, velocista svedese (n. 1902)
- 23 aprile - Paulette Goddard, attrice statunitense (n. 1910)
- 23 aprile - Emilia Rensi, saggista italiana (n. 1901)
- 24 aprile - Claude Henri, fumettista, illustratore e sceneggiatore francese (n. 1915)
- 24 aprile - Kazem Rajavi, politico e diplomatico iraniano (n. 1934)
- 25 aprile - Maria Luisa Garoppo, attrice, sceneggiatrice e personaggio televisivo italiana (n. 1933)
- 25 aprile - Dexter Gordon, sassofonista statunitense (n. 1923)
- 25 aprile - Rufus Jones, batterista statunitense (n. 1936)
- 26 aprile - Józef Kosacki, ingegnere e ufficiale polacco (n. 1909)
- 26 aprile - Carlos Pizarro Leongómez, guerrigliero e politico colombiano (n. 1951)
- 27 aprile - Hal Gensichen, cestista statunitense (n. 1921)
- 27 aprile - Ada Natali, politica e antifascista italiana (n. 1898)
- 27 aprile - Bella Spewack, librettista, sceneggiatrice e commediografa rumena (n. 1899)
- 27 aprile - Vladimir Stojčev, generale e dirigente sportivo bulgaro (n. 1892)
- 29 aprile - Tullio Aliatis, calciatore italiano (n. 1905)
- 29 aprile - Max Bense, filosofo e scrittore tedesco (n. 1910)
- 30 aprile - Helmut Berndt, ostacolista e slittinista tedesco (n. 1915)
- 30 aprile - Reidar Nyborg, fondista norvegese (n. 1923)
- 30 aprile - Mario Pizziolo, calciatore e allenatore di calcio italiano (n. 1909)
- 30 aprile - Antoine Vitez, regista teatrale, attore teatrale e attore cinematografico francese (n. 1930)